# Hirojuki Kakudō
Hirojuki Kakudō (Japan, 28. rujna 1959.) je japanski redatelj, scenarist i autor brojnih animea u kojima je sudjelovao ili kao redatelj epizoda ili kao glavni redatelj. Njegov najpoznatiji i najuspješniji rad je onaj na popularnoj franšizi Digimon u kojoj je sudjelovao kao glavni redatelj sezona Digimon Adventure i Digimon Adventure 02.

## Izabrani projekti
- Demashita! Powerpuff Girls Z : Redatelj
- Digimon Adventure : Redatelj
- Digimon Adventure 02 : Redatelj
- Digital Monster X-Evolution : Redatelj
- Digimon Xros Wars: Redatelj
- Dragon Ball GT: Epizodni redatelj
- Hellsing : Scenarist
- One Piece : Epizodni redatelj
- Sugarbunnies : Redatelj
- Transformers: Cybertron : Glavni redatelj
- Yu-Gi-Oh! : Redatelj